# 阿的迷失帖木儿
阿的迷失帖木儿，元朝官员，畏兀儿唆里迷（今新疆焉耆）人，哈剌亦哈赤北鲁的玄孙，月朵失野讷的曾孙，独山城（今木垒哈萨克自治县）达鲁花赤月儿思蛮的儿子。
因察合台汗国都哇據守別失八里，他全家迁居平涼。月儿思蛮、阿的迷失帖木兒夫子入覲，忽必烈让他入宿衛為必闍赤（书史），再跟随安西王忙哥剌出鎮六盤山。忙哥剌去世后，其子阿難答嗣位，他事奉安西王先后二十余年。元成宗即位，他遣使入朝，阿難答上奏：「阿的迷失帖木兒父子，本先帝舊臣，來事先王，服勤二十餘年矣。若終老王府，非所以盡其才也，願以歸陛下用之。」成宗任命他为汝州達魯花赤，官至祕書太監，去世。

## 家族
- 高祖父：哈剌亦哈赤北魯
  - 曾祖父：月朵失野讷
    - 祖父：乞赤宋忽兒
      - 伯父：塔塔兒
      - 伯父：忽棧
      - 伯父：火兒思蠻
      - 父：月儿思蛮
        - 阿的迷失帖木儿
          - 子：阿邻帖木儿
            - 孙：沙剌班
              - 曾孙：世傑班

            - 孙：禿忽魯
            - 孙：六十
            - 孙：咱納禄